# Bòbila del Sugranyes
|  | Aquest article tracta sobre la bòbila de la carretera de Reus a Tarragona. Vegeu-ne altres significats a «Bòbila de Sugranyes (jaciment arqueològic)». |

La Bòbila del Sugranyes és un edifici protegit com a bé cultural d'interès local del municipi de Reus (Baix Camp) i inclòs a l'Inventari del Patrimoni Arquitectònic de Catalunya i al Mapa del Patrimoni Industrial de Catalunya.
És un conjunt arquitectònic molt vistent, sobretot per la fumera central del forn, situat al costat esquerre de l'autovia de Reus a Tarragona (antiga carretera Amàlia, posteriorment N-420 i actualment T-11), molt a prop del pont que salva la via del tren, via que la separa de les instal·lacions esportives del Club Natació Reus Ploms. A la mateixa alçada del forn, però a l'altre costat de l'autovia, hi ha el Parc de Bombers.
És una bòbila bastida amb toves i maons, que té planta circular i uns vint-i-tres metres de diàmetre, amb una fumera central de dinou metres d'alçada, que té la planta inferior quadrada i la part superior octogonal i que sobresurt de l'àrea inferior semienterrada del forn, amb diverses boques d'alimentació radials i una galeria de circulació perimetral. Damunt de l'estructura inferior s'establí una cambra anular, coberta per una teulada amb cabirons de fusta disposats de manera radial des de la fumera i sostinguts amb pilars de maons de diferent alçada, seguint les irregularitats del terreny. A la part baixa del costat sud-oriental hi ha un cos annex a la galeria de circulació, que en segueix la disposició radial.
S'hi fabricaven bàsicament maons, teules, rajoles i altres materials ceràmics similars per a la construcció. Se l'anomena forn o bòbila del Sugranyes, tot i que també se'l coneix com a Forn del Manxa. Hi havia una bòbila homònima a prop de la carretera de Castellvell, coneguda per la troballa d'un important jaciment arqueològic, del Paleolític mitjà.
L'aspecte actual és el resultat de la rehabilitació duta a terme per l'equip d'arquitectes Joan Figuerola, Joan C. Gavaldà i Jordi J. Romera.

## Història
El 1848 Josep Sugranyes va demanar permís per construir una fàbrica de rajoles a les terres del Boix "situadas al lado izquierdo de la carretera Amalia". Un cop construïda, va actuar de forma ininterrompuda portada per descendents de Josep Sugranyes fins al 1934, però va reprendre l'activitat després de la guerra civil fins que va deixar de funcional la dècada dels seixanta del segle xx. La bòbila i els seus terrenys van ser venuts a l'Ajuntament de Reus uns anys després pels germans Guix Castellví, fills de Josep Maria Guix Sugranyes. El 1979 la bòbila es va incloure al "Cuestionario de recogida de datos elementos" de l'"Inventario del patrimonio arquitectónico de interés histórico artístico" del Ministeri de Cultura. El 1982 es va fer la fitxa per a l'inventari del Servei de Patrimoni Arquitectònic de la Generalitat de Catalunya. L'Ajuntament de Reus el declarà amb un nivell de protecció C, és a dir un espai verd considerat un bé urbanístic que reuneix valors rellevants. El forn ha estat restaurat i museïtzat, i actualment és un centre d'interpretació de l'ús i l'evolució de la ceràmica al llarg de la història i el funcionament d'un forn de ceràmica.
Per l'agost de 1939, a l'inici de la postguerra, en aquest lloc s'hi van reunir un grup de militants del PSUC per a la constitució d'un nou comitè local, que presidiria Àngel Olaya, un nucli que després es coordinaria amb altres ciutats i que mantindria l'activitat pública amb la publicació de La Joven guardia i Lluita. Van ser detinguts a finals d'any, i Olaya empresonat a la Presó Model de Barcelona i condemnat a mort, però un grup de militants del PSUC, disfressats de soldats i amb documentació falsa que justificava el trasllat a Madrid, van recollir Olaya a la Model amb camions militars i li van facilitar la fugida.